# Football Club Locarno 2014-2015
Questa voce raccoglie le informazioni riguardanti il Football Club Locarno nelle competizioni ufficiali della stagione 2014-2015.

## Stagione
La squadra chiuse la Promotion League al 15º posto, retrocedendo in 1ª Lega. Il cammino in Coppa Svizzera si fermò ai Sedicesimi di finale.

## Rosa
| N. |                               | Ruolo | Calciatore       |
| -- | ----------------------------- | ----- | ---------------- |
| 1  | Italia (bandiera)             | P     | Davide Buono     |
| 2  | Albania (bandiera)            | D     | Shemsedin Idrizi |
| 3  | Svizzera (bandiera)           | D     | Kofi Nimeley     |
| 4  | Svizzera (bandiera)           | D     | Luca Quadri      |
| 5  | Svizzera (bandiera)           | D     | Lorenzo Loiero   |
| 6  | Svizzera (bandiera)           | C     | Velibor Šimić    |
| 7  | Italia (bandiera)             | C     | Andreas Becchio  |
| 8  | Croazia (bandiera)            | C     | Mario Zupčić     |
| 9  | Macedonia del Nord (bandiera) | A     | David Stojanov   |
| 11 | Svizzera (bandiera)           | A     | Stipe Šimunac    |
| 12 | Svizzera (bandiera)           | P     | Giorgio Kurz     |
| 13 | Svizzera (bandiera)           | D     | Olindo Regazzi   |
| 14 | Croazia (bandiera)            | C     | Josip Zivko      |

| N. |                     | Ruolo | Calciatore         |
| -- | ------------------- | ----- | ------------------ |
| 15 | Svizzera (bandiera) | C     | Michele Maggetti   |
| 16 | Svizzera (bandiera) | C     | Matteo Tramèr      |
| 17 | Svizzera (bandiera) | C     | Guy Roger Eschmann |
| 20 | Svizzera (bandiera) | C     | Davide Rodriguez   |
| 21 | Angola (bandiera)   | C     | Ervil Bone         |
| 22 | Italia (bandiera)   | D     | Antonello Flena    |
| 23 | Svizzera (bandiera) | C     | Robert Bandir      |
| 24 | Italia (bandiera)   | D     | Marco Perazzo      |
| —  | Svizzera (bandiera) | P     | Rocca Angelo       |
| —  | Svizzera (bandiera) | A     | Mate Bilinovac     |
| —  | Uruguay (bandiera)  | A     | Federico Rodríguez |
| —  | Italia (bandiera)   | P     | Carlo Zotti        |

## Risultati

### Campionato

#### Girone di andata
| 2 agosto 2014, ore 18:30 1ª giornata | Locarno | 0 – 2 | Old Boys Basilea |  |

| 9 agosto 2014, ore 18:30 2ª giornata | Locarno | 0 – 1 | Étoile Carouge |  |

| 16 agosto 2014, ore 18:30 3ª giornata | Stade Nyonnais | 2 – 1 | Locarno |  |

| 27 agosto 2014, ore 19:45 4ª giornata | Locarno | 0 – 1 | San Gallo II |  |

| 30 agosto 2014, ore 16:00 5ª giornata | Rapperswil-Jona | 4 – 1 | Locarno |  |

| 6 settembre 2014, ore 16:00 6ª giornata | Köniz | 4 – 1 | Locarno |  |

| 13 settembre 2014, ore 16:00 7ª giornata | YF Juventus | 2 – 0 | Locarno |  |

| 24 settembre 2014, ore 19:45 8ª giornata | Locarno | 1 – 1 | Delémont |  |

| 8 ottobre 2014, ore 19:30 10ª giornata | Locarno | 1 – 2 | Neuchâtel Xamax |  |

| 5 ottobre 2014, ore 15:00 9ª giornata | Locarno | 0 – 2 | Breitenrain |  |

| 15 ottobre 2014, ore 19:30 11ª giornata | Locarno | 2 – 1 | Basilea II |  |

| 18 ottobre 2014, ore 18:30 12ª giornata | Locarno | 0 – 2 | Sion II |  |

| 25 ottobre 2014, ore 16:30 13ª giornata | Brühl | 2 – 1 | Locarno |  |

| 2 novembre 2014, ore 15:00 14ª giornata | Locarno | 2 – 0 | Zurigo II |  |

| 8 novembre 2014, ore 15:00 15ª giornata | Tuggen | 0 – 2 | Locarno |  |

#### Girone di ritorno
| 15 novembre 2014, ore 17:00 16ª giornata | Old Boys Basilea | 0 – 1 | Locarno |  |

| 22 novembre 2014, ore 18:00 17ª giornata | Étoile Carouge | 1 – 1 | Locarno |  |

| 8 marzo 2015, ore 15:00 18ª giornata | Locarno | 0 – 1 | Stade Nyonnais |  |

| 14 marzo 2015, ore 16:00 19ª giornata | San Gallo II | 3 – 2 | Locarno |  |

| 22 marzo 2015, ore 15:00 20ª giornata | Locarno | 3 – 3 | Rapperswil-Jona |  |

| 28 marzo 2015, ore 17:30 21ª giornata | Locarno | 2 – 0 | Köniz |  |

| 4 aprile 2015, ore 17:30 22ª giornata | Locarno | 0 – 0 | YF Juventus |  |

| 12 aprile 2015, ore 16:00 23ª giornata | Delémont | 1 – 1 | Locarno |  |

| 18 aprile 2015, ore 19:00 24ª giornata | Neuchâtel Xamax | 2 – 1 | Locarno |  |

| 25 aprile 2015, ore 16:00 25ª giornata | Breitenrain | 6 – 0 | Locarno |  |

| 2 maggio 2015, ore 15:00 26ª giornata | Basilea II | 2 – 1 | Locarno |  |

| 10 maggio 2015, ore 16:00 27ª giornata | Sion II | 1 – 2 | Locarno |  |

| 16 maggio 2015, ore 19:00 28ª giornata | Locarno | 6 – 3 | Brühl |  |

| 23 maggio 2015, ore 16:00 29ª giornata | Zurigo II | 3 – 2 | Locarno |  |

| 30 maggio 2015, ore 16:00 30ª giornata | Locarno | 4 – 2 | Tuggen |  |

### Coppa Svizzera
| 24 agosto 2014, ore 15:30 Trentaduesimi di finale | Audax-Friul | 0 – 2 | Locarno |  |

| 20 settembre 2014, ore 17:00 Sedicesimi di finale | Münsingen | 1 – 0 | Locarno |  |